# Młyn w Turtulu
Młyn w Turtulu – nieistniejący młyn wodny nad Czarną Hańczą wybudowany w latach 30. XX w. Pozostałości młyna znajdują się w Turtulu (obecnie przysiółek wsi Malesowizna), w powiecie suwalskim, w województwie podlaskim.

## Historia miejsca
Osada młyńska Turtul nad Czarną Hańczą była znana już od XVII w., co czyni ją jedną z najstarszych osad młyńskich na Suwalszczyźnie. Nazwa Turtul pochodzi od słowa turtolis (lit. bogacz, człowiek majętny), które miało oznaczać młynarza.

## Obecny młyn
Ostatni z istniejących młynów w Turtulu został wybudowany w latach 30. XX w. w miejscu po dawnym młynie. Młyn funkcjonował do 1963 r. Następnie nieużytkowany budynek popadł w ruinę. Pozostałości młyna (fundament z polnych kamieni, ściany parteru, pozostałości turbinowni oraz urządzeń wodnych) znajdują się na terenie Suwalskiego Parku Krajobrazowego i są wymieniane jako atrakcja turystyczna. W 2025 r. podjęto decyzję o odbudowie budynku zniszczonego młyna i utworzenie w nim Centrum Bioróżnorodności pod zarządem Suwalskiego Parku Krajobrazowego.

## Galeria

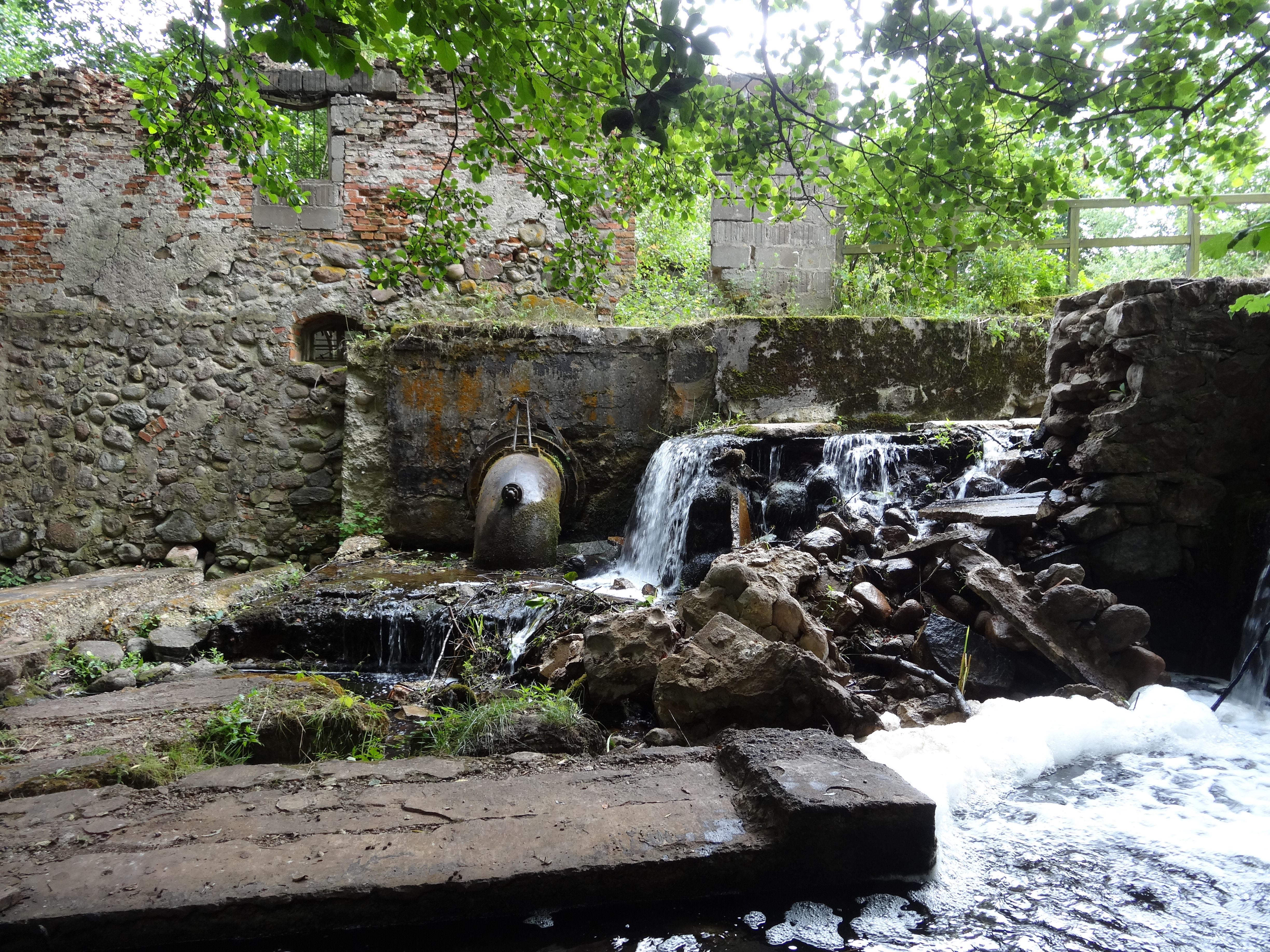
Ocalałe fundamenty młyna w Turtulu (2015)
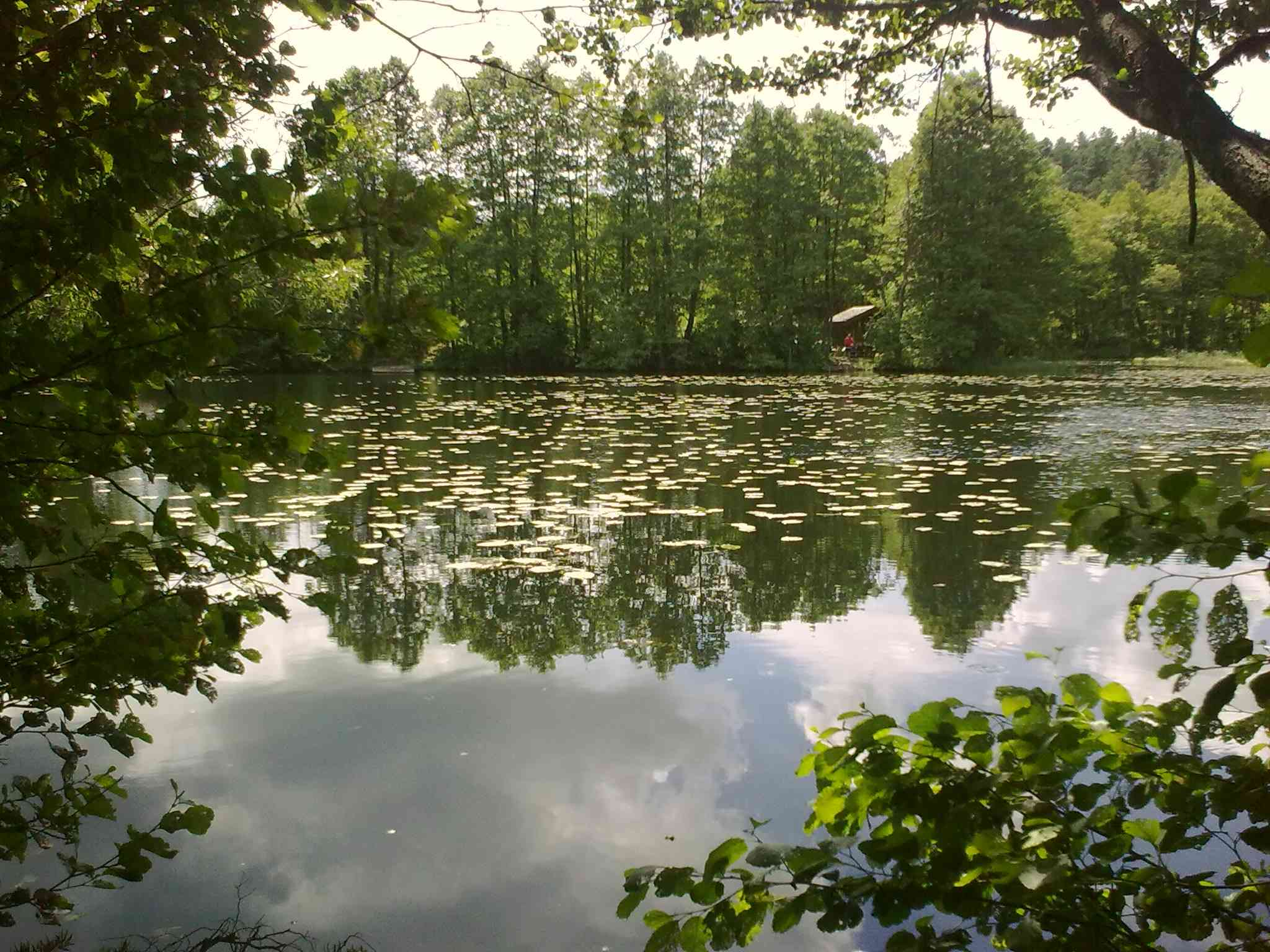
Staw młyński (2010)
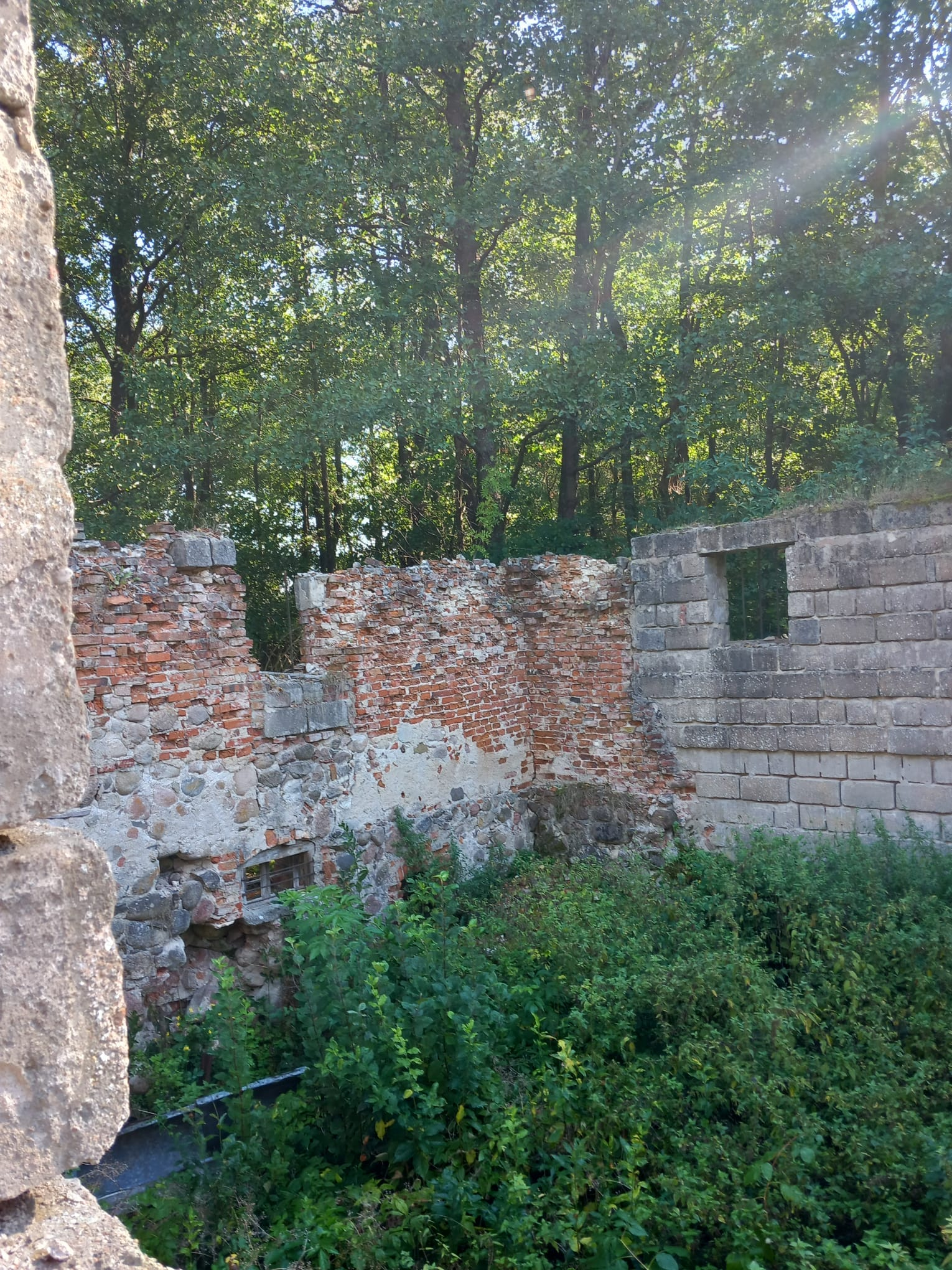
Młyn w Turtulu - wnętrze (2024)
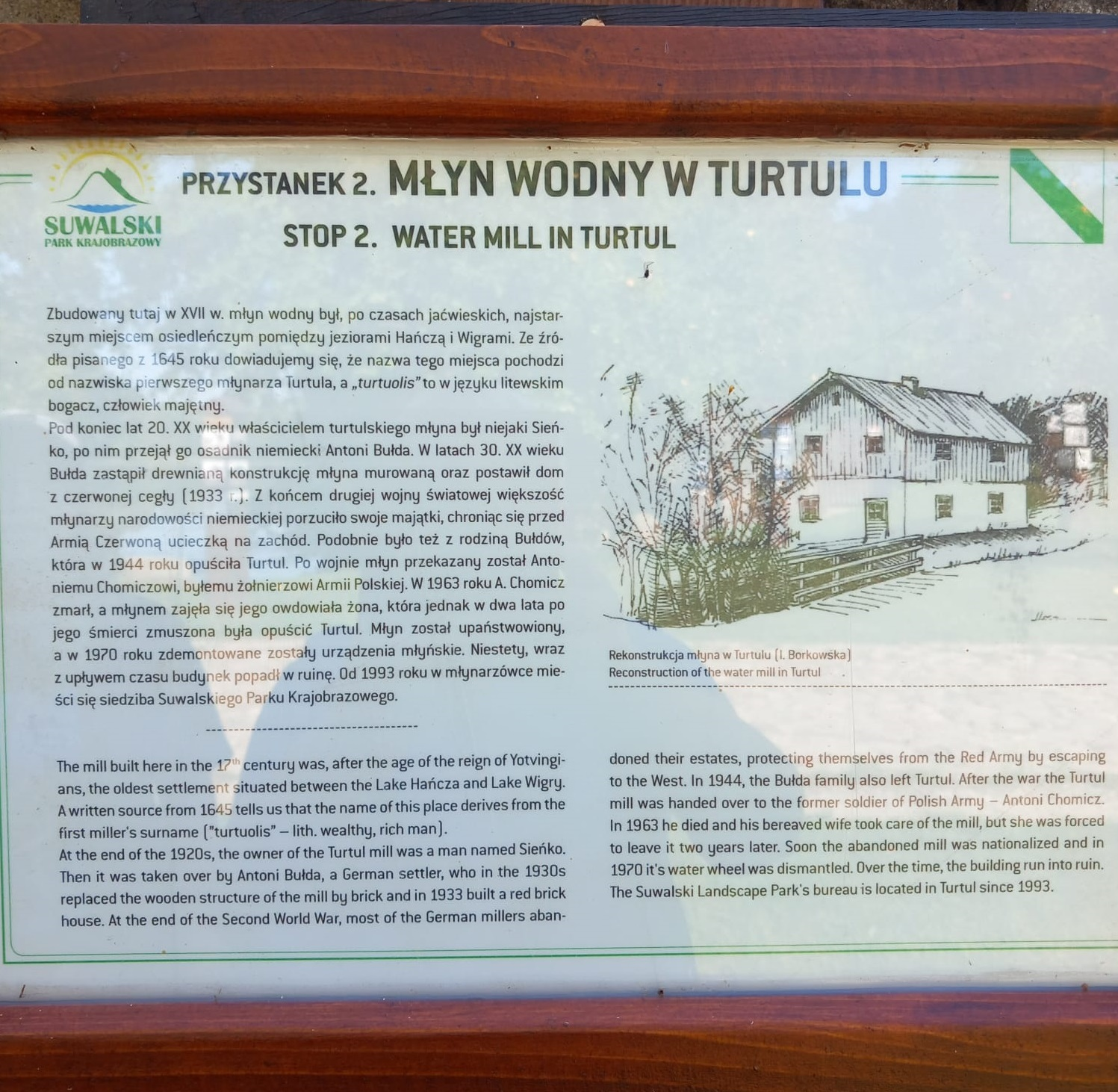
Tablica informacyjna w Suwalskim Parku Krajobrazowym (2024)